# قلعه شیخ حمیران
بقایای قلعه شیخ حمیران مربوط به دوران‌های تاریخی پس از اسلام است و در روستای حمیران، بخش مرکزی، شهرستان پارسیان، استان هرمزگان واقع شده‌است. این اثر در تاریخ یکم آذرماه ۱۳۸۸ با شمارهٔ ثبت ۲۸۱۵۴ به‌عنوان یکی از آثار ملی ایران به ثبت رسیده‌است.